# 罗卡维瓦拉
罗卡维瓦拉（義大利語：Roccavivara），是意大利坎波巴索省的一个市镇。总面积20平方公里，人口890人，人口密度44.5人/平方公里（2009年）。ISTAT代码为070060。